# Tamilové
Tamilové jsou etnická skupina, jejichž domovinou je oblast jihoindického Tamilnádu a severní oblasti Cejlonu. Jazykem Tamilů je tamilština, z většiny jsou to hinduisté, menšinu tvoří muslimové a křesťané. 
Komunity Tamilů jsou roztroušeny po celém světě. 

## Náboženství
Celkem 88 % Tamilů jsou hinduisté, 5 % tvoří muslimové a 6 % křesťané. Většina křesťanů je římskými katolíky.